# チーム安倍
チーム安倍（チームあべ）は、首相の安倍晋三を支える内閣官房長官・副長官や首相補佐官、秘書官等による政策決定を支える主要メンバーを指し、その団結力の強さを特徴付けて使用される名称である。「内閣総理大臣官邸」の代名詞とされることもある。

## 概要
第1次安倍内閣が「年少組」（森喜朗）、「学芸会内閣」（舛添要一）、「お友だち内閣」（マスコミ）と揶揄される原因ともなった。第1次安倍内閣 (改造)発足における党役員改造人事・内閣改造人事をもっていったんは崩壊し、政権の奪回で復活した。そのなかでも第1次内閣で側近として重用されたメンバーはフールファイブとも呼ばれた。
第21回参議院議員通常選挙で惨敗後の自民党では、党を立て直すための党内融和路線で安倍型の人事は見直された。その後の下野を経た2012年の第46回衆議院議員総選挙で総裁に再就任していた安倍率いる自民が政権を奪還。首相に再就任。第2次安倍内閣に離党や引退や死去していた当時のチーム安倍が再集結した第2次安倍内閣が発足。デフレ脱却のための政策アベノミクスを掲げて菅を官房長官、麻生を財務大臣（副総理兼務）、岸田を外務大臣、甘利を経済再生担当大臣に任命。重要閣僚として安倍を支える存在となっているほか、根本や石原や山谷や高市や塩崎、下村も入閣、世耕は官房副長官に就任。
そのほか、萩生田光一や山本一太、加藤勝信などの安倍側近の重用や浜田宏一などのブレーントラスト、黒田東彦の日本銀行総裁、籾井勝人の日本放送協会会長など新しいチーム安倍の元活動した。

## 第1次安倍政権におけるメンバー
第1次安倍政権で官邸メンバーや国務大臣になった人物については以下の通り。

### 秘書官
- 井上義行（内閣府官僚） - 内閣総理大臣秘書官（2006年9月26日 - 2007年9月26日）

### 補佐官
- 小池百合子（衆、町村派） - 内閣総理大臣補佐官（国家安全保障問題担当）、国家安全保障に関する官邸機能強化会議議長代理（2006年9月26日 - 2007年7月4日）
- 根本匠（衆、古賀派） - 内閣総理大臣補佐官（経済財政担当）（2006年9月26日 - 2007年8月27日
- 中山恭子（民間 → 第21回参議院議員通常選挙で参、無派閥 → 町村派入会予定） - 内閣総理大臣補佐官（北朝鮮による拉致問題担当）（2006年9月26日 - 2007年8月27日）
- 小川惠里子（山谷えり子、参、町村派） - 内閣総理大臣補佐官（教育再生担当）（2006年9月26日 - 2007年8月27日）
- 世耕弘成（参、町村派） - 内閣総理大臣補佐官（広報担当）（2006年9月26日 - 2007年8月27日）

### 内閣官房
- 塩崎恭久（衆、古賀派） - 内閣官房長官、【拉致問題担当】（2006年9月26日 - 2007年8月27日）
- 下村博文（衆、町村派） - 内閣官房副長官（政務）（2006年9月26日 - 2007年8月27日）
- 鈴木政二（参、町村派） - 内閣官房副長官（政務）（2006年9月26日 - 2007年8月27日）
- 的場順三（民間、元大蔵省官僚） - 内閣官房副長官（事務）（2006年9月26日 - 2007年8月27日）
  - 従来は警察庁など旧内務省系官僚から選ばれた事務担当の内閣官房副長官に、父安倍晋太郎の秘書時代から親しい関係にある的場順三（旧大蔵省退官後10年以上経っていた）が就任した。

### 閣僚
- 菅義偉（衆、古賀派） - 総務大臣、内閣府特命担当大臣（地方分権改革）、【郵政民営化担当】（2006年9月26日 - 2007年8月27日）
- 甘利明（衆、山崎派） - 経済産業大臣（2006年9月26日 - 2007年8月27日）
- 麻生太郎（衆、麻生派） - 外務大臣（2006年9月26日 - 2007年8月27日）
- 山本有二（衆、高村派） - 内閣府特命担当大臣（金融）、【再チャレンジ担当】
- 高市早苗（衆、町村派） - 内閣府特命担当大臣（科学技術政策）
- 赤城徳彦（衆、高村派） - 農林水産大臣（2007年6月1日 - 2007年8月1日）
- 渡辺喜美（衆、無派閥） - 内閣府特命担当大臣（規制改革）、【国･地方行政改革担当、公務員制度改革担当も兼務】（2006年12月28日 - 2007年8月27日）
- 小池百合子（衆、町村派） - 防衛大臣（2007年7月4日 - 2007年8月27日）
- 岸田文雄（衆、古賀派） - 内閣府特命担当大臣（沖縄･北方対策、規制改革）、【再チャレンジ担当】（2007年8月27日 - 2007年9月26日）
- 渡辺喜美（衆、無派閥） - 内閣府特命担当大臣（金融）、【国･地方行政改革担当、公務員制度改革担当も兼務】（2007年8月27日 - 2007年9月26日に福田康夫内閣の閣僚として再任 - 2008年8月2日）

### 自由民主党の主要役員
- 中川秀直（衆、町村派） - 自由民主党幹事長（2006年9月26日 - 2007年8月27日）
- 中川昭一（衆、伊吹派） - 自由民主党政務調査会長（2006年9月26日 - 2007年8月27日）
- 石原伸晃（衆、無派閥）
  - - 自由民主党幹事長代理（2007年9月26日 - 2007年8月27日）
  - - 自由民主党政務調査会長（2007年8月27日 - 2007年9月24日）